# Seoul Music Award
Il Seoul Music Award (서울가요대상?, Seo-ul ga-yo daesangLR) è un premio fondato nel 1990 e presentato annualmente da Sports Seoul come riconoscimento ai migliori risultati ottenuti dall'industria discografica della Corea del Sud.
I vincitori vengono scelti tra gli artisti che hanno pubblicato dischi nel corso dell'anno di riferimento, combinando i voti del pubblico, i dati di vendita e i punteggi assegnati da una giuria.

## Edizioni
| Edizione | Data             | Location                                 | Città   | Presentatori                                | Note   |
| -------- | ---------------- | ---------------------------------------- | ------- | ------------------------------------------- | ------ |
| 1ª       | 1990             |                                          |         |                                             |        |
| 2ª       | 15 dicembre 1991 | Universal Arts Center                    | Seul    | Lee Gye-jin, Wang Young-eun                 |        |
| 3ª       | 6 dicembre 1992  | Universal Arts Center                    | Seul    | Lee Gye-jin, Jung Eun-jin                   |        |
| 4ª       | 5 dicembre 1993  | Universal Arts Center                    | Seul    | Lee Gye-jin, Song Sun-kyung                 |        |
| 5ª       | 4 dicembre 1994  | Universal Arts Center                    | Seul    | Lee Gye-jin, Lee Young-hyun                 |        |
| 6ª       | 7 dicembre 1995  | Universal Arts Center                    | Seul    | Lee Gye-jin, Choi Young-im                  |        |
| 7ª       | 5 dicembre 1996  | Universal Arts Center                    | Seul    | Lee Gye-jin, Choi Young-joo                 |        |
| 8ª       | 4 dicembre 1997  | Universal Arts Center                    | Seul    | Kim Seung-hyun, Kim Nam-joo                 |        |
| 9ª       | 18 dicembre 1998 | Universal Arts Center                    | Seul    | Kim Seung-hyun, Kim Hyun-joo                |        |
| 10ª      | 14 dicembre 1999 | KBS Sports Hall                          | Seul    | Yoo Jung-hyun, Lee Seung-yeon               |        |
| 11ª      | 6 dicembre 2000  | Millennium Hall, Central City            | Seul    | Yoo Jung-hyun, Kim So-yeon                  |        |
| 12ª      | 7 dicembre 2001  | Università Kyung Hee                     | Seul    | Yoo Jung-hyun, Kim Jung-eun                 |        |
| 13ª      | 6 dicembre 2002  | Università Kyung Hee                     | Seul    | Yoo Jung-hyun, Kim Jung-eun                 |        |
| 14ª      | 12 dicembre 2003 | Università Kyung Hee                     | Seul    | Yoo Jung-hyun, Seo Yu-ri                    |        |
| 15ª      | 10 dicembre 2004 | Università Kyung Hee                     | Seul    | Shin Dong-yup, Han Ji-hye                   | [ 4 ]  |
| 16ª      | 1 dicembre 2006  | KINTEX                                   | Goyang  | Nam Hee-seok, Park Jung-ah                  | [ 5 ]  |
| 17ª      | 31 gennaio 2008  | Kangwon Land High1 Hotel Conference Hall | Gangwon | Kim Sung-joo, Park Jung-ah                  | [ 6 ]  |
| 18ª      | 12 febbraio 2009 | Taebaek Gowon Auditorium                 | Taebaek | Park Jung-ah, Shin Yeong-il, Jang Yun-jeong | [ 7 ]  |
| 19ª      | 3 febbraio 2010  | Olympic Fencing Gymnasium                | Seul    | Tak Jae-hoon, Uee                           | [ 8 ]  |
| 20ª      | 20 gennaio 2011  | Università Kyung Hee                     | Seul    | Shin Dong-yup, Tak Jae-hoon, Kwon Yu-ri     | [ 9 ]  |
| 21ª      | 19 gennaio 2012  | Olympic Gymnastics Arena                 | Seul    | Shin Hyun-joon, Tak Jae-hoon, Suzy          | [ 10 ] |
| 22ª      | 31 gennaio 2013  | SK Olympic Handball Gymnasium            | Seul    | Tak Jae-hoon, Suzy                          | [ 11 ] |
| 23ª      | 23 gennaio 2014  | Jamsil Arena                             | Seul    | Eunhyuk, Jung Eun-ji, Seo Kyung-suk         | [ 12 ] |
| 24ª      | 22 gennaio 2015  | Olympic Gymnastics Arena                 | Seul    | Jun Hyun-moo, Soyou, Leeteuk                | [ 13 ] |
| 25ª      | 14 gennaio 2016  | Olympic Gymnastics Arena                 | Seul    | Jun Hyun-moo, Honey Lee, Hani               | [ 14 ] |
| 26ª      | 19 gennaio 2017  | Jamsil Arena                             | Seul    | Kim Hee-chul, Tak Jae-hoon, Jeon So-mi      | [ 15 ] |
| 27ª      | 25 gennaio 2018  | Gocheok Sky Dome                         | Seul    | Kim Hee-chul, Shin Dong-yup, Kim So-hyun    | [ 16 ] |
| 28ª      | 15 gennaio 2019  | Gocheok Sky Dome                         | Seul    | Kim Hee-chul, Shin Dong-yup, Kim So-hyun    | [ 17 ] |
| 29ª      | 30 gennaio 2020  | Gocheok Sky Dome                         | Seul    | Kim Hee-chul, Shin Dong-yup, Jo Bo-ah       | [ 18 ] |
| 30ª      | 31 gennaio 2021  | Olympic Gymnastics Arena                 | Seul    | Choi Soo-young, Kim Hee-chul, Shin Dong-yup | [ 19 ] |
| 31ª      | 23 gennaio 2022  | Gocheok Sky Dome                         | Seul    | Kim Sung-joo, Boom, Kim Seol-hyun           | [ 20 ] |
| 32ª      | 19 gennaio 2023  | Olympic Gymnastics Arena                 | Seul    | Kim Il-joong, Choi Min-ho, Mijoo            | [ 21 ] |
| 33ª      | 2 gennaio 2023   | Rajamangala National Stadium             | Bangkok |                                             | [ 22 ] |

## Daesang (Gran premio)
Il Daesang (Gran premio) viene assegnato tipicamente a un solo artista. Sono state fatte solo tre eccezioni: nel 1998, quando vinsero HOT e Sechs Kies; nel 1999, quando lo ricevettero sia Jo Sung-mo che le Fin.K.L; nel 2020, quando venne assegnato ai BTS per il miglior album e a Kim Tae-yeon per la miglior canzone.
- 1990 – Byun Jin-sub
- 1991 – Tae Jin-ah
- 1992 – Seo Taiji and Boys
- 1993 – Seo Taiji and Boys
- 1994 – Kim Gun-mo
- 1995 – Roo'ra
- 1996 – Clon
- 1997 – HOT
- 1998 – HOT, Sechs Kies
- 1999 – Jo Sung-mo, Fin.K.L
- 2000 – Jo Sung-mo
- 2001 – Kim Gun-mo
- 2002 – BoA
- 2003 – Lee Hyo-ri
- 2004 – Shinhwa
- 2006 – TVXQ
- 2008 – Big Bang
- 2009 – Wonder Girls
- 2010 – Girls' Generation
- 2011 – Girls' Generation
- 2012 – Super Junior
- 2013 – Psy
- 2014 – Exo
- 2015 – Exo
- 2016 – Exo
- 2017 – Exo
- 2018 – BTS
- 2019 – BTS
- 2020 – Map of the Soul: Persona dei BTS (album) e Four Seasons di Kim Tae-yeon (canzone)
- 2021 – BTS
- 2022 – NCT 127

## Bonsang (Premio principale)
Il Bonsang (Premio principale) viene assegnato a una varietà di artisti, tra i quali viene poi scelto il vincitore del Daesang.
- 1990 – Na-mi, Kim Ji-ae, Min Hae-kyung, Byun Jin-sub, Joo Hyun-mi, Hyun Chul
- 1991 – Kang Susie, Kim Ji-ae, Kim Wan-sun, Noh Sa-yeon, Tae Jin-ah, Kim Jung-soo, Lee Sang-woo
- 1992 – Kang Susie, Kim Kook-hwan, Min Hae-kyung, Yang Soo-kyung, Shin Seung-hun, Lee Seung-hwan, Lee Sang-woo
- 1993 – Kim Won-jun, Seo Taiji and Boys, Choi Yoo-na, Lee Mu-song, Shin Seung-hun, Kim Jung-soo, Kim Gun-mo, Shin Hyo-beom, Kim So-hee
- 1994 – Seol Woon-do, Lim Ju-ri, Choi Yoo-na, Shin Seong-woo, Shin Seung-hun, Boohwal, Kim Gun-mo, Roo'ra, Two Two
- 1995 – Noise, Seo Taiji and Boys, Park Mi-kyung, Park Jin-young, R.ef, Solid, Kim Gun-mo, Shin Hyo-beom, DJ DOC
- 1996 – Kim Won-jun, Kim Jung-min, Park Mi-kyung, Insooni, R.ef, Clon, Kim Gun-mo, Turbo, Hoon, Green Area
- 1997 – HOT, UP, DJ DOC, Uhm Jung-hwa, Lim Chang-jung, Kim Kyung-ho, Park Jin-young, Turbo, Jinusean
- 1998 – HOT, S.E.S, Kim Kyung-ho, Uhm Jung-hwa, Song Dae-kwan, Kim Gun-mo, Sechs Kies, Turbo, Kim Jong-hwan
- 1999 – HOT, Fin.K.L, Jo Sung-mo, Baby VOX, Song Dae-kwan, Kim Gun-mo, Sechs Kies, Clon, Lim Chang-jung, Uhm Jung-hwa, Country Kko Kko
- 2000 – GOD, Fin.K.L, Jo Sung-mo, Shin Seung-hun, Uhm Jung-hwa, Park Ji-yoon, Steve Seungjun Yoo, Lee Jung-hyun, Lim Chang-jung, Tae Jin-ah
- 2001 – Fin.K.L, GOD, Kangta, Kim Gun-mo, Lee Jung-hyun, Lim Chang-jung, Park Ji-yoon, Shin Seung-hun, Steve Seungjun Yoo, Uhm Jung-hwa, Tae Jin-ah, Wax
- 2002 – BoA, Cool, Koyote, Jang Na-ra, Lee Soo-young, Park Hyo-shin, Shinhwa, Sung Si-kyung, Yoon Do-hyun Band, Wax
- 2003 – Baby VOX, Fly to the Sky, Jewelry, Koyote, Lee Hyo-ri, Rain, Shinhwa, Wax, Wheesung, Yoon Do-hyun Band
- 2004 – Cho PD, Lee Seung-cheol, Lee Soo-young, Koyote, Kim Jong-kook, Shin Seung-hun, Rain, Park Hyo-shin, Shinhwa, TVXQ
- 2006 – Baek Ji-young, Son Ho-young, MC Mong, Park Jung-ah, Jang Yun-jeong, SG Wannabe, Shin Seung-hun, Turtles, Vibe, TVXQ
- 2008 – Baek Ji-young, Big Bang, Epik High, Eru, Jang Yun-jeong, MC The Max, SG Wannabe, SeeYa, Super Junior, V.O.S
- 2009 – Baek Ji-young, Big Bang, Brown Eyed Girls, TVXQ, Jang Yun-jeong, Kim Jong-kook, SG Wannabe, Son Dam-bi, SS501, Wonder Girls
- 2010 – 2PM, Baek Ji-young, Brown Eyed Girls, Davichi, Girls' Generation, KARA, Kim Tae-woo, Shinee, Son Dam-bi, Super Junior
- 2011 – 2AM, 4Minute, Beast, FT Island, Girls' Generation, IU, miss A, Secret, Shinee, Son Dam-bi
- 2012 – Sistar, FT Island, Secret, 4Minute, Beast, KARA, IU, miss A, T-ara, Girls' Generation, Lee Seung-gi, Super Junior
- 2013 – Secret, Epik High, f(x), 2NE1, Huh Gak, Shinee, miss A, Psy, Sistar, Big Bang, Lee Seung-gi, Super Junior
- 2014 – BAP, Apink, B1A4, Exo, VIXX, Cho Yong-pil, Sistar, 4Minute, Infinite, Beast, Shinee, Girls' Generation
- 2015 – AOA, Girl's Day, B1A4, Exo, VIXX, Apink, BTS, Infinite, Sistar, Beast, Girls' Generation-TTS, Super Junior
- 2016 – Red Velvet, BTS, Kim Tae-yeon, Exo, VIXX, Shinee, EXID, Zion.T, Sistar, Yoon Mi-rae, Big Bang, Apink
- 2017 – Red Velvet, BTS, Kim Tae-yeon, Exo, VIXX, Zico, GFriend, Got7, Seventeen, Twice, Sechs Kies, Mamamoo
- 2018 – Super Junior, Wanna One, Got7, BTS, BtoB, Blackpink, NU'EST W, Bolbbalgan4, Seventeen, Twice, Exo, Red Velvet
- 2019 – Mamamoo, Wanna One, NCT 127, BTS, Ikon, Momoland, NU'EST W, Monsta X, Seventeen, Twice, Exo, Red Velvet
- 2020 – BTS, Kim Tae-yeon, Super Junior, Twice, Exo, Red Velvet, NU'EST, Monsta X, Mamamoo, Chungha, Paul Kim, NCT Dream
- 2021 – BTS, Iz*One, Ateez, TXT, Twice, Seventeen, Stray Kids, Kang Daniel, Monsta X, NCT 127, NU'EST, Oh My Girl
- 2022 – Lim Young-woong, Ateez, Aespa, Oh My Girl, BTS, IU, Seventeen, NCT 127, Enhypen, Heize, Kang Daniel, Brave Girls, The Boyz

## Album dell'anno
- 2008 – Epik High per Remapping the Human Soul
- 2009 – Big Bang per Remember
- 2010 – Drunken Tiger per Feel gHood Muzik: The 8th Wonder
- 2011 – Psy per PsyFive
- 2012 – IU per Last Fantasy
- 2013 – G-Dragon per One of A Kind
- 2014 – Cho Yong-pil per Hello
- 2015 – Beast per Time
- 2016 – BoA per Kiss My Lips
- 2017 – BTS per Wings
- 2018 – IU per Palette
- 2019 – BTS per Love Yourself: Tear
- 2021 – BTS per Map of the Soul: 7
- 2022 – NCT Dream per Hot Sauce

## Canzone dell'anno
- 2008 – Big Bang per Lies
- 2009 – Wonder Girls per Nobody
- 2010 – Girls' Generation per Gee
- 2011 – IU per Good Day
- 2012 – T-ara per Roly Poly
- 2013 – Sistar per Alone
- 2014 – Exo per Growl
- 2015 – Soyou & Junggigo per Some
- 2016 – Big Bang per Bang Bang Bang
- 2017 – Twice per Cheer Up
- 2018 – Yoon Jong-shin per Like It
- 2019 – Ikon per Love Scenario
- 2021 – BTS per Dynamite
- 2022 – IU per Lilac

## Miglior nuovo artista
- 1990 – Kim Min-woo, Shin Hae-chul
- 1991 – Shim Shin, Shin Seung-hun
- 1992 – Lee Deok-jin, Seo Taiji and Boys
- 1993 – Choi Yeon-je
- 1994 – Go Bon-seung
- 1995 – Sung Jin-woo, Yook Gak-soo
- 1996 – Young Turks Club
- 1997 – Lee Ji-hoon, Yangpa
- 1998 – NRG, Jo Sung-mo, Kim Hyun-jung, Yoo Ri
- 1999 – Lee Jung-hyun, Koyote, Sharp, Chae Jung-an
- 2000 – Hwayobi, J.ae
- 2001 – Brown Eyes, Sung Si-kyung, The Jadu, Morning Bond, To-ya
- 2002 – Rizi, Rain, Wheesung
- 2003 – Maya, Seven, Big Mama
- 2004 – TVXQ, Lee Seung-gi, SG Wannabe
- 2006 – Super Junior, SeeYa, Brown Eyed Girls
- 2008 – FT Island, Girls' Generation, Wonder Girls
- 2009 – Davichi, Mighty Mouth, Shinee
- 2010 – Beast, T-ara, After School
- 2011 – The Boss, Sistar, CNBLUE
- 2012 – B1A4, Apink, Boyfriend
- 2013 – Exo, Ailee, BAP, Lee Hi
- 2014 – BTS, Lim Kim, Crayon Pop
- 2015 – Got7, Eddy Kim, Red Velvet
- 2016 – Seventeen, GFriend, Ikon
- 2017 – Blackpink, NCT127, IOI
- 2018 – Pristin, Chungha, Wanna One
- 2019 – Stray Kids, Iz*One
- 2020 – TXT, Itzy, AB6IX
- 2021 – Treasure, Aespa, Enhypen
- 2022 – Epex, Lee Mu-jin, Omega X

## Miglior esibizione
- 2009 – Kim Jang-hoon
- 2010 – Psy
- 2011 – Bobby Kim
- 2013 – Kim Jang-hoon
- 2014 – Lee Seung-chul
- 2015 – Im Chang-jung
- 2016 – Hyukoh

## Premi ai migliori artisti di genere

### Trot
- 2008 – Park Hyun-bin
- 2009 – Park Hyun-bin
- 2010 – Park Hyun-bin, Park Sang-chul
- 2011 – Jang Yun-jeong
- 2016 – Hong Jin-young
- 2017 – Tae Jin-ah
- 2021 – Lim Young-woong
- 2022 – Lim Young-woong

### Ballad
- 2010 – Bobby Kim
- 2011 – 2AM
- 2012 – 4Men
- 2013 – K.Will
- 2014 – K.Will
- 2015 – K.Will
- 2016 – BtoB
- 2017 – Baek A-yeon
- 2018 – Suran
- 2019 – Im Chang-jung
- 2020 – Kim Jae-hwan
- 2021 – Sandeul
- 2022 – Wendy

### R&B/Hip hop
- 2001 – Drunken Tiger
- 2002 – YG Family
- 2003 – Cho Yong-pil
- 2004 – Bobby Kim
- 2010 – Drunken Tiger
- 2011 – Supreme Team
- 2012 – Clover
- 2013 – Double K
- 2014 – Dynamic Duo
- 2015 – San E e Raina
- 2016 – San E
- 2017 – Mobb
- 2019 – Drunken Tiger
- 2020 – Kassy
- 2021 – Jessi
- 2022 – Kim Hyuna-ah

## Miglior colonna sonora
- 2001 – Kim Tae-jeong
- 2002 – Kang Seong
- 2003 – Colonna sonora di Punch
- 2004 – Jo Sung-mo per By Your Side (Pari-ui yeon-in)
- 2006 – Sweet Sorrow per No Matter How Much I Think About It (Yeon-ae sidae)
- 2012 – Baek Ji-young per That Woman (Secret Garden)
- 2013 – Lee Jong-hyun per My Love (Sinsa-ui pumgyeok)
- 2014 – The One per Winter Love (Geu gyeo-ul, baram-i bunda)
- 2015 – Lyn per My Destiny (Byeor-eseo on geudae)
- 2016 – Jang Jae-in per Hallucination (Kill Me, Heal Me)
- 2017 – Gummy per You Are My Everything (Tae-yang-ui hu-ye)
- 2018 – Ailee per I Will Go to You Like the First Snow (Sseulsseulhago challanhasin - Dokkaebi)
- 2020 – Kim Tae-yeon per A Poem Titled You (Hotel del Luna)
- 2021 – Jo Jung-suk per Aloha (Hospital Playlist)
- 2022 – Lim Young-woong per Love Always Run Away (Sinsa-wa agassi)

## Miglior esibizione di ballo
- 2015 – Kim Hyun-ah
- 2016 – Monsta X, Ailee
- 2017 – BTS, Twice
- 2018 – NCT 127, Mamamoo
- 2019 – GFriend
- 2020 – Ha Sung-woon
- 2021 – (G)I-dle, The Boyz
- 2022 – STAYC, Enhypen

## Miglior band
- 2017 – Jang Ki-ha & The Faces
- 2018 – Iamnot
- 2019 – Crying Nut
- 2020 – Daybreak
- 2021 – Leenalchi

## Premio popolarità
I candidati al Premio popolarità sono gli stessi artisti nominati per il Bonsang e Miglior nuovo artista. I vincitori vengono stabiliti in base ai voti ricevuti dalla Corea del Sud.
- 2000 – Baby VOX, SKY, Click-B
- 2001 – Click-B
- 2004 – Shinhwa, TVXQ
- 2006 – TVXQ, Super Junior
- 2008 – Super Junior
- 2009 – Big Bang, TVXQ
- 2010 – 2PM, Super Junior
- 2011 – Girls' Generation, Shinee
- 2012 – Lee Seung-gi, Girls' Generation
- 2013 – Lee Seung-gi, Shinee
- 2014 – Shinee, B1A4
- 2015 – Lee Tae-min
- 2016 – Kim Jun-su
- 2017 – Shinee
- 2018 – Lee Tae-min
- 2019 – Shinee
- 2020 – Exo
- 2021 – Lim Young-woong
- 2022 – Lim Young-woong

## Premio speciale hallyu
I vincitori vengono stabiliti in base ai voti ricevuti dall'estero.
- 2001 – Kim Hyun-jung
- 2002 – Baby VOX
- 2003 – S
- 2004 – Park Yong-ha, Baby VOX
- 2006 – Kangta
- 2008 – Paran
- 2009 – SS501
- 2010 – Super Junior
- 2011 – Girls' Generation
- 2012 – Kara
- 2013 – Super Junior
- 2014 – Shinee
- 2015 – Infinite
- 2016 – Exo
- 2017 – Astro
- 2018 – Exo
- 2019 – Exo
- 2020 – Exo
- 2021 – BTS
- 2022 – Exo

## Premi speciali

### Scoperta dell'anno
- 2017 – Cosmic Girls, Han Dong-geun
- 2018 – Monsta X
- 2019 – Yang Da-il
- 2020 – Kim Hyun-chul
- 2021 – Itzy
- 2022 – Lang Lee

### Premio fandom school
- 2017 – Exo
- 2018 – Exo
- 2019 – Wanna One

## Altri premi
- 2008 – Premio musicale High1 alle Girls' Generation
- 2009 – Premio musicale High1 ai Big Bang
- 2009 – Premio YTN Star a Baek Ji-young
- 2015 – Premio popolarità iQiyi agli Exo
- 2017 – Miglior collaborazione globale a Silentó & Punch
- 2017 – Miglior video musicale ai BTS
- 2018 – Miglior produttore a Bang Si-hyuk
- 2018 – Premio della giuria a Spring, Summer, Autumn, Winter
- 2019 – Premio della giuria a ADOY
- 2020 – Premio della giuria a Song Ga-in
- 2020 – Premio popolarità artista K-pop QQ Music agli Exo
- 2021 – Premio WhosFandom ai BTS
- 2021 – Premio Fan PD Artist a Kang Daniel
- 2022 – Premio della giuria a Jung Dong-ha
- 2022 – Premio miglior artista U+ Idol Live ai BTS
- 2022 – Miglior artista mondiale ai BTS